# Kustwacht (Belgien)
Die Kustwacht (deutsch Küstenwache) ist eine zivile Organisation zur Sicherung und Kontrolle des Seeverkehrs einschließlich der Strafverfolgung vor der belgischen Küste der Nordsee (Atlantischer Ozean). Sie untersteht der Abteilung für Schifffahrtsunterstützung im Bereich Mobilität und Öffentlichkeitsarbeit bei der flämischen Regierung.

## Seegebiet
Geografisch ist das belgische Seegebiet der Nordsee mit 3600 Quadratkilometern relativ klein, aber es ist eines der verkehrsreichsten Gebiete der Welt. Im Durchschnitt verzeichnet die Region vor der belgischen Küste jährlich 50.000 Seeschiffsbewegungen und 40.000 Fähren, 25.000 Freizeitboote und rund 15.000 Fischerbootbewegungen. Mehr als 200 Millionen Tonnen werden jährlich in dieser Zone transportiert. Ein Teil dieser Güter wird als gefährlich und/oder umweltschädlich eingestuft. Darüber hinaus befinden sich in diesem Gebiet die Zugangswege zu den flämischen und seeländischen Häfen, die ebenfalls besondere Aufmerksamkeit erfordern, um sicherzustellen, dass dieser Verkehr sicher und ungestört abläuft.
Im überwachten Seegebiet befinden sich Sandbänke, Wracks und ein Netz von Rohrleitungen und Kabeln. Dazwischen wird Sand und Kies gefördert bzw. ausgebaggert und der Fischfang ausgeübt. An der Küste liegen Truppenübungsplätze, Windparks, Vogelschutzgebiete und andere Schutzgebiete, die überwacht werden müssen.

## Aufgaben
Zu den Aufgaben der Küstenwache gehören:
- Koordinierung von Such- und Rettungsaktionen (SAR) und Bereitstellung von Hilfeleistungen
- Koordination bei der Durchführung von medizinischen Evakuierungen und Hilfeleistungen
- Koordinierung und Durchführung bei der Beseitigung der Meeresverschmutzungen
- Alarmierung der zuständigen Dienste bei Unfallmeldungen
- Unterstützung bei der Umsetzung von Notfallplänen
- Überwachung der Notfallfrequenzen im nautischen Funkverkehr
- kontinuierliche Überwachung und Gewährleistung der Sicherheit auf See
- Unterstützung bei Marineoperationen
- Registrierung, Berichterstattung und Bewertung von SAR oder anderen Aktionen

Für diese Aktivitäten sind in Belgien 18 regionale (flämische) und föderale (belgische) Regierungsinstitutionen zuständig, die offizielle Partner der Küstenwache sind. Die Hauptaufgabe der Küstenwache besteht darin, eine gute Zusammenarbeit zwischen allen Partnern sicherzustellen, um die Wirtschaftlichkeit der Einsätze auf See zu erhöhen. Dabei sind die Hauptprinzipien zu beachten:
- Gleichheit aller Partner der Küstenwache
- Respekt vor der Autorität des anderen
- optimale Verwendung von Mitteln zur Vermeidung zusätzlicher Kosten

## Gründung

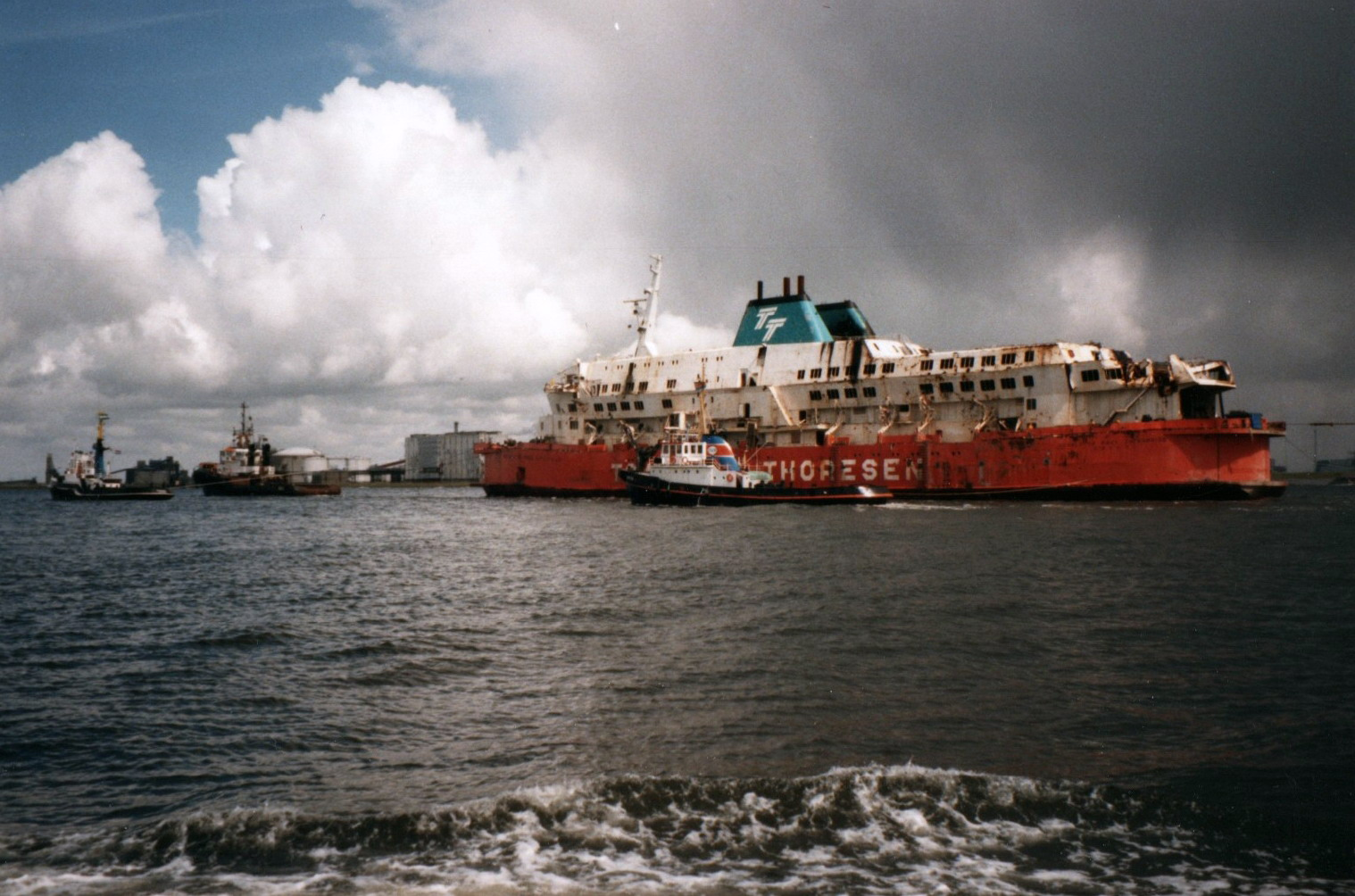
Einschleppen der Herald of Free Enterprise in den Hafen von Vlissingen (Niederlande)

Die Katastrophe am 6. März 1987 mit der Kenterung der Herald of Free Enterprise, bei der 193 Personen ums Leben kamen, verdeutlichte die mangelnde Zusammenarbeit zwischen den beteiligten Dienststellen der flämischen Behörden. Eine deutlich bessere Koordinierung und eine gute Zusammenarbeit wurde als notwendig erachtet. Dazu traten 1999 zwei Gesetze in Kraft: das Gesetz zum Schutz der Meeresumwelt und das Gesetz der ausschließlichen Wirtschaftszone. Damit wurde Belgien ein neues Verantwortungsgebiet auf See von etwa 3.600 Quadratkilometern zugewiesen.
In der Folge entstand eine interministerielle Wirtschaftskommission mit dem Unterausschuss Nordsee und der Arbeitsgruppe Küstenwache. Diese Arbeitsgruppe erstellte ein Inventar von vorhandenen Ressourcen, die auf See eingesetzt werden können, sichtete die maritimen Vorschriften und wertete die Befugnisse der verschiedenen Partner der Küstenwache aus. Sie unterbreitete auch erste Vorschläge zur Einrichtung einer belgischen Küstenwache und erstellte einen Notfallplan Nordsee.
Im Jahr 2003 wurde die Struktur der Küstenwache durch königlichen Erlass genehmigt. Mit der Unterzeichnung des Kooperationsabkommen durch die belgische Regierung und die flämische Region am 8. Juli 2005 erfolgte die Gründung und Schaffung der Rechtsgrundlage für die Struktur der Küstenwache. Die Küstenwache untersteht der Schifffahrtsverwaltung bei der flämischen Gemeinschaft.

## Kustwachtcentrale
Die Kustwachtcentrale besteht in Belgien aus zwei sich ergänzenden Zentren, die gemeinsam über die Nordsee wachen, um Unfälle zu vermeiden. Die konstante Überwachung der Notrufkanäle erfolgt über die Funkstation Ostend Radio, die durch das belgische Verteidigungsministerium betrieben wird.

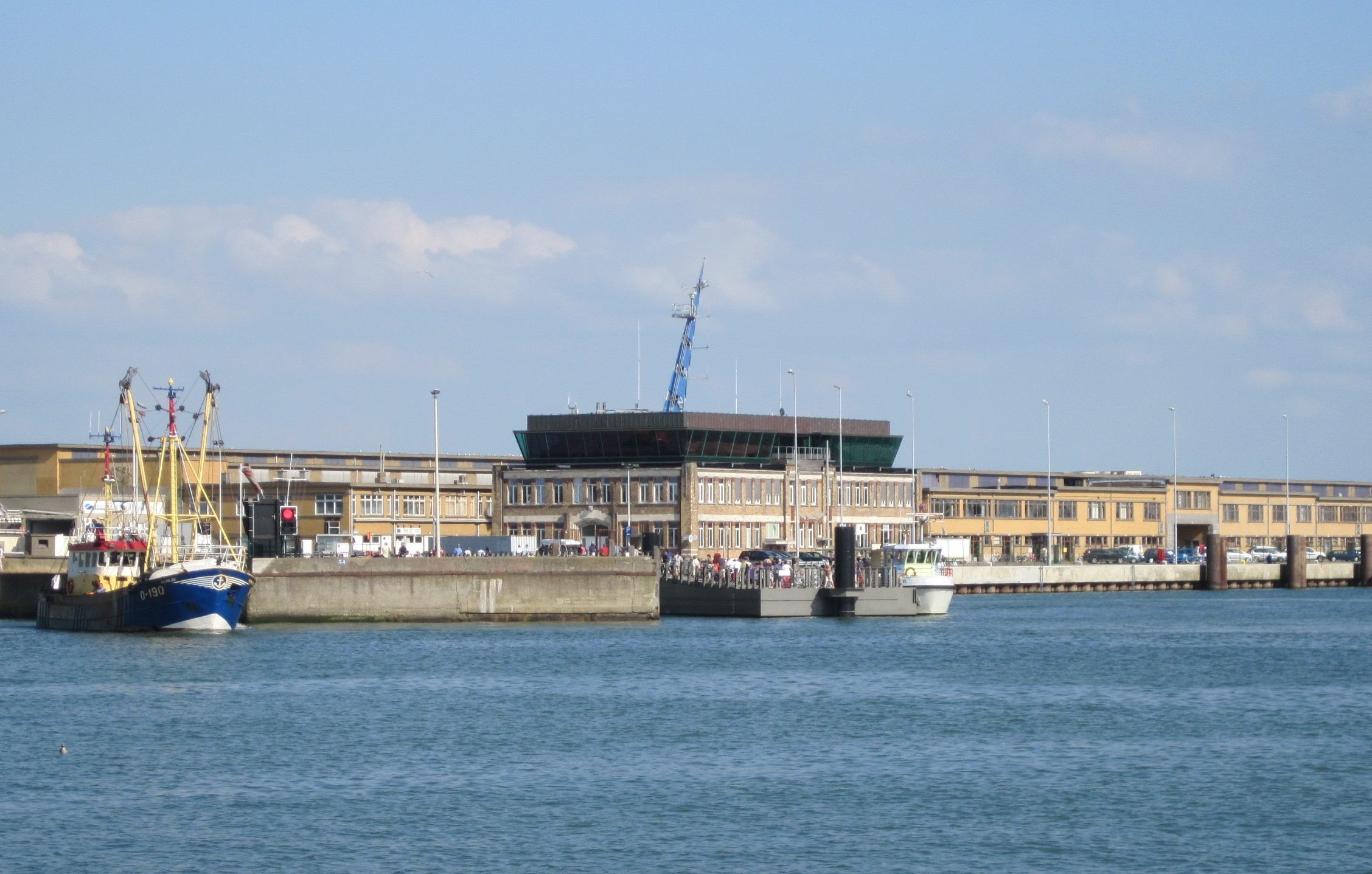
MRCC in Ostende

Das Maritiem Reddings- en Coördinatiecentrum Oostende (MRCC) ist für die Sicherheit auf See zuständig und fungiert als Einsatzleitstelle für Seenotfälle im Seegebiet vor der belgischen Küste. Im Notfall erfolgt von hier aus die Alarmierung der Rettungskräfte und die Koordination zwischen allen an der Hilfe beteiligten Einheiten der SAR-Dienste und den weiteren Behörden. Das durchgehend besetzte MRCC befindet sich seit 2006 auf und in dem alten Verwaltungsgebäude des Vismijn von Ostende. Das unter Denkmalschutz stehende Gebäude erhielt für die Seeverkehrskontrolle (Port Control) und das MRCC ein zusätzliches, völlig verglastes Stockwerk. Die Anschrift ist Maritiemplein 3, 8400 Ostende.
Nautischer Dienstchef MRCC-SAR ist Kapt. R. Gyssens.
Die zweite Zentrale ist das Maritime Sicherheitszentrum für Belgien (Maritiem Informatie Kruispunt MIK). Es sichert die Zusammenarbeit der Küstenwache mit dem Verteidigungsministerium und ist für die Polizei- und Zolldienste auf See zuständig ist. Es sorgt dafür, dass die Gesetze auf See eingehalten werden, verfolgt Gesetzesverstöße wie z. B. illegale Fischerei und Drogenschmuggel und fungiert als nationale Meldestelle für Meeres- und Umweltverschmutzungen. Das MIK wurde am 12. September 2007 auf dem Marinestützpunkt in Zeebrugge eingerichtet.

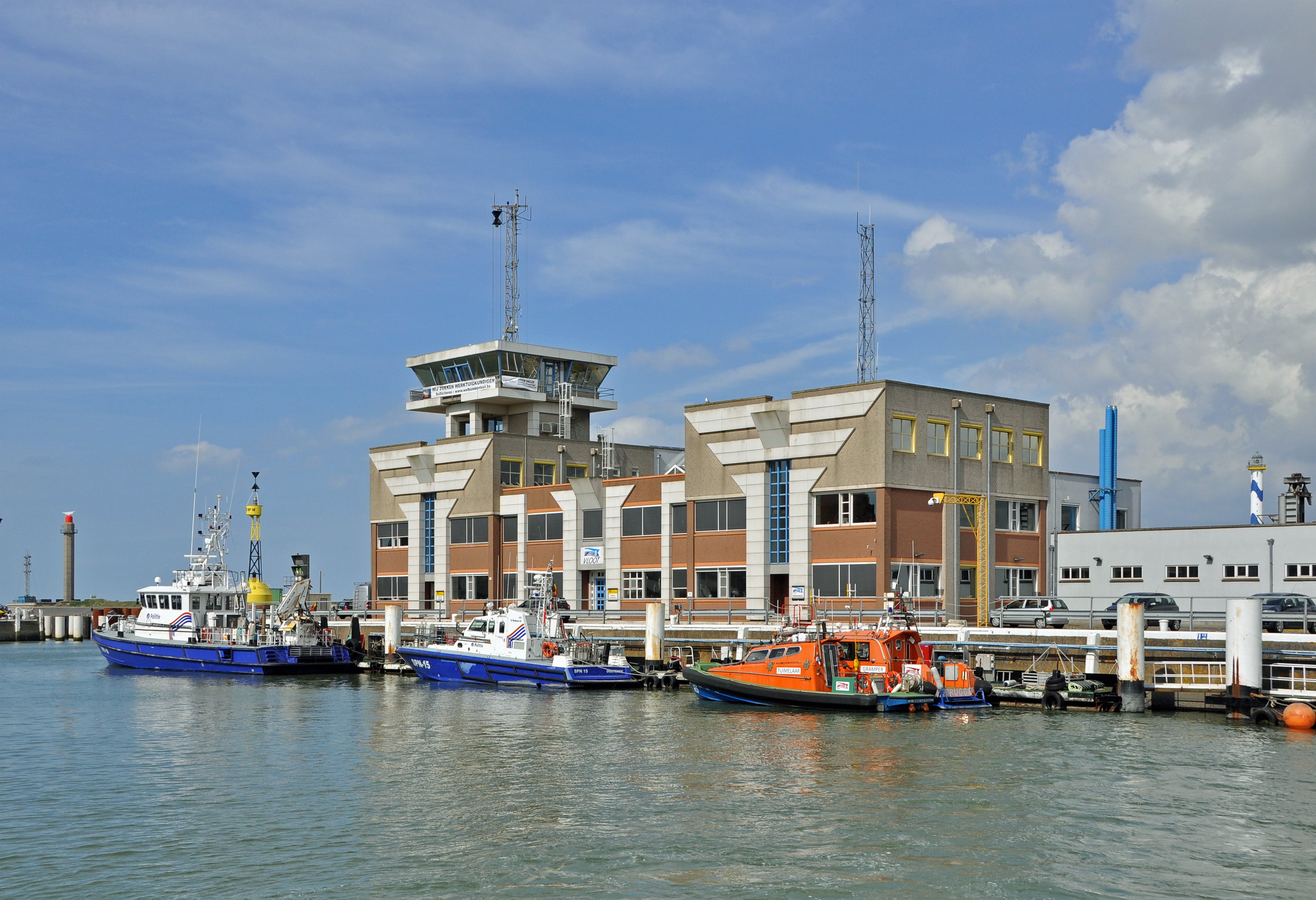
Verwaltung VLOOT in Ostende

Die Küstenwache hat selber keine eigenen Interventionseinheiten und beauftragt im Notfall die Partnerorganisation Vloot, die für Seenotfälle (SAR) zwei Rettungsboote einsetzen kann. Zusätzlich steht der freiwillige Seerettungsdienst in Blankenberge (Vrijwillige Blankenbergse Zeereddingsdienst) zur Verfügung. Für luftgestützte Such- und Rettungsaufgaben wird das 40. Squadron der Belgian Air Component beauftragt, die von ihrer Basis in Koksijde Hubschrauber Westland SeaKing Mk 48 und NH-90-Caiman einsetzt.
Für Luftnotfälle ist das RCC in Brüssel zuständig.
Für die elektronische Überwachung des Schiffsverkehrs mit dem Vessel Traffic Service (VTS) ist das Schelde Radar Netzwerk mit 21 Radarmasten entlang der belgisch-niederländischen Küstenlinie aufgebaut. Daher erfolgt eine enge Zusammenarbeit der Kustwacht mit den ständig besetzten Verkehrszentralen in Zeebrugge, Vlissingen (Niederlande), Terneuzen (Niederlande), Hansweert (Niederlande) und Zandvliet.

## Partner
Die belgische Regierung stellt der Küstenwache verschiedene Partner mit ihren Föderalen Öffentlichen Diensten (FÖD) zur Seite:
- Ministerium der Verteidigung (Streitkräfte)
- FÖD Innenministerium (Polizei, Zivil- und Katastrophenschutz)
- FÖD Außenministerium (Außenhandel und internationale Zusammenarbeit)
- FÖD Wirtschaftsministerium
- FÖD Finanzministerium (Zoll und Steuern)
- FÖD Gesundheitsministerium (Umweltschutz und Lebensmittelsicherheit)

Weitere Partner sind die Behörden der flämischen Gemeinschaft:
- Abteilung für Umweltschutzpolitik
- Abteilung für Seeschifffahrt
- Abteilung für Mobilität und Transport
- Abteilung für Landwirtschaft und Fischerei
- Agentur für Maritime Dienste und Küste (Maritieme Dienstverlening en Kust (MDK))

Das MDK hat weitere Abteilungen für spezielle Aufgaben:
- Abteilung Küste
- Abteilung Flotte
- Abteilung Lotsenwesen
- Abteilung Schiffsverkehrsdienste

Der Gouverneur von Westflandern ist ebenfalls Partner der Küstenwache. Er ist der verantwortliche Koordinator für den Notfallplan Nordsee.

## Flotte
Die vorhandenen Schiffe der Partnerorganisationen (ohne die Einheiten des Verteidigungsministeriums) wurden mit Bildung der Küstenwache an die Abteilung Flotte (flämisch Vloot) als Reederei übertragen. Damit liegt das Management und die Betriebsführung der rund 50 Behördenschiffe in einer Hand. Vloot stellt die Seefahrzeuge den anderen Küstenwachtpartnern zur Verfügung, die damit im Seegebiet der Nordsee, in den flämischen Häfen, auf der Schelde und im Gent-Terneuzen-Kanal operieren. Für die Seenotrettung verfügt Vloot seit 2014 über ein modernes Rettungsboot R6 ORKA für Allwettereinsätze, das als Selbstaufrichter konstruiert ist.

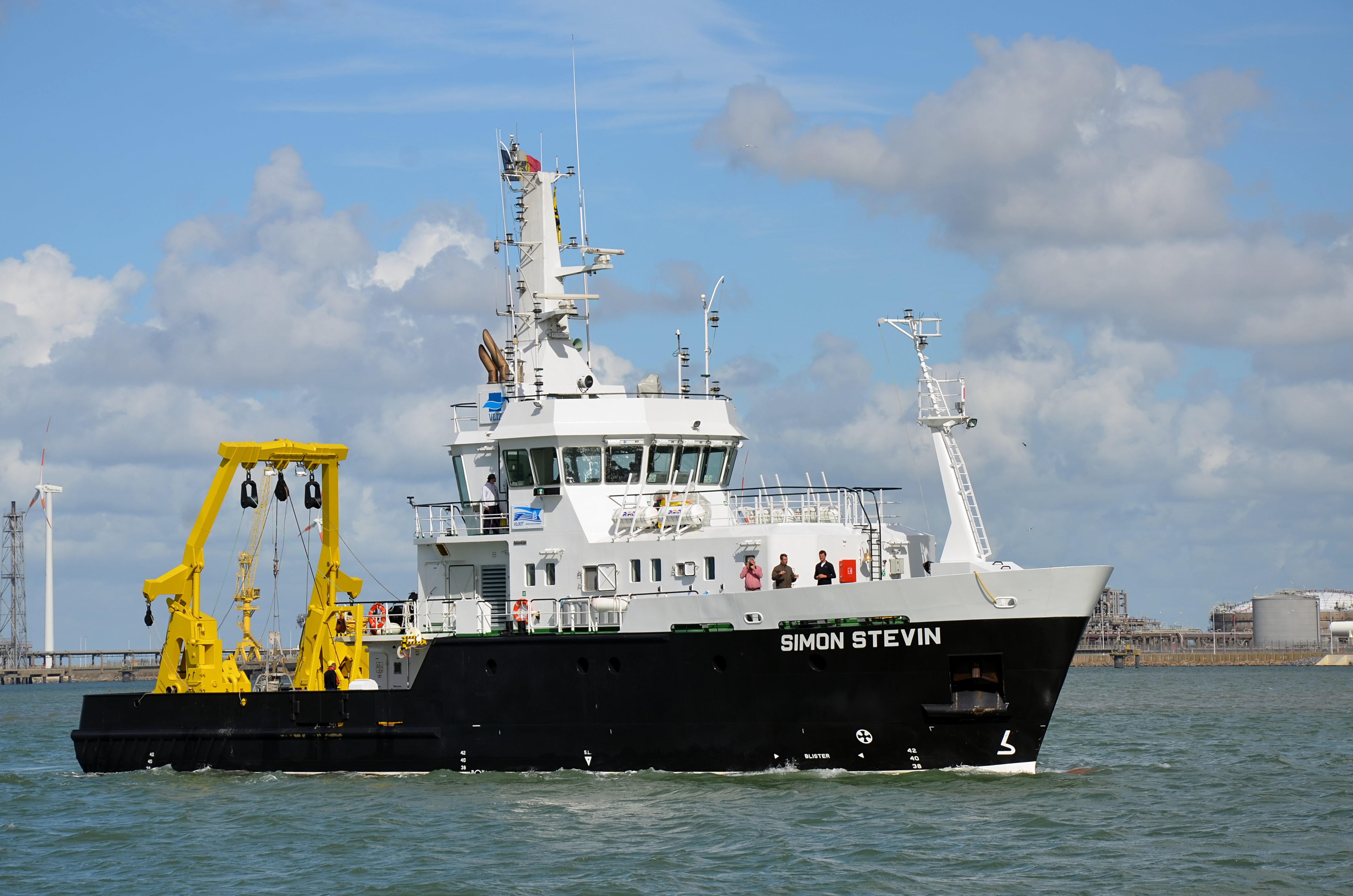
Arbeitsschiff
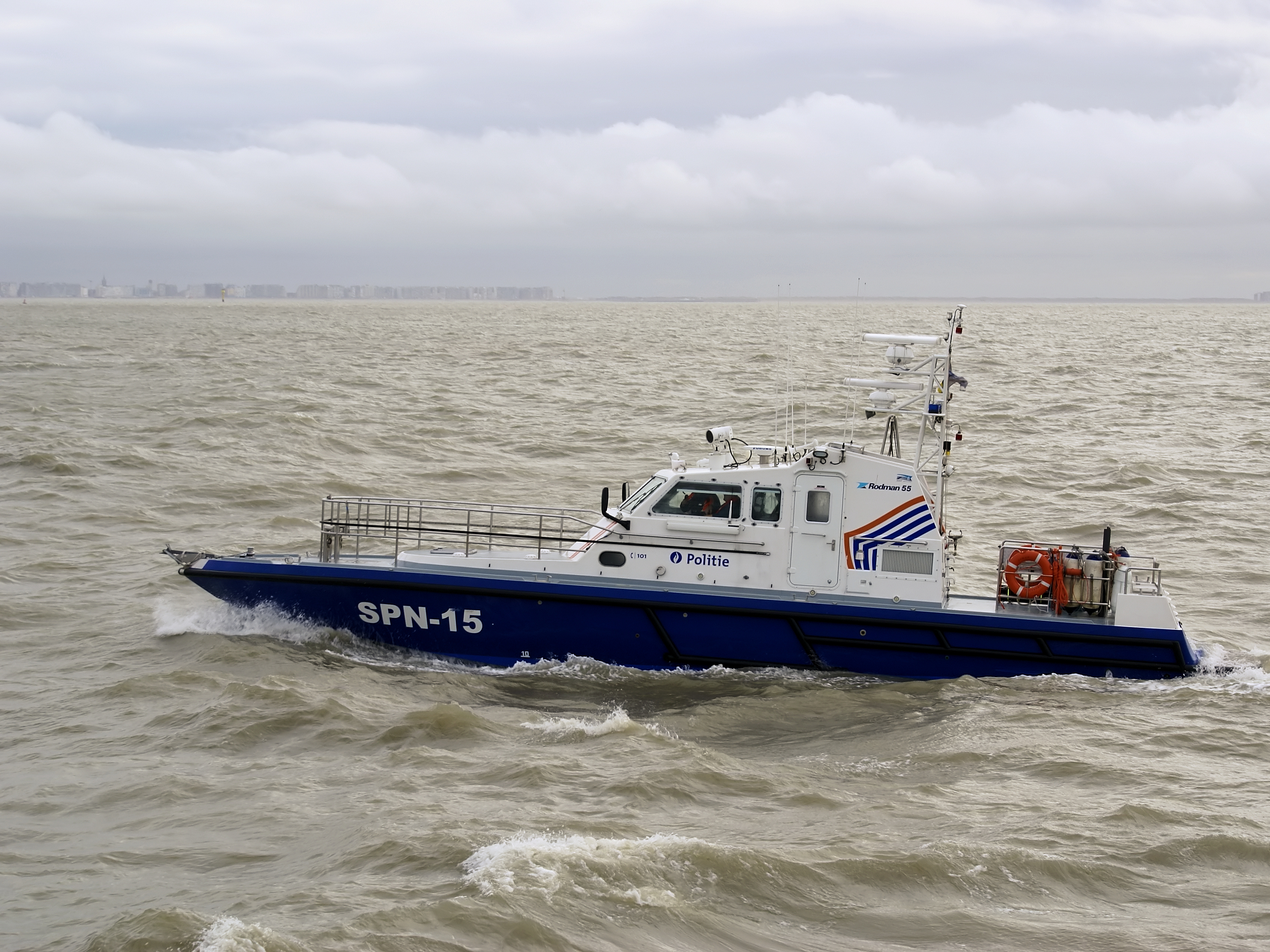
Polizeiboot
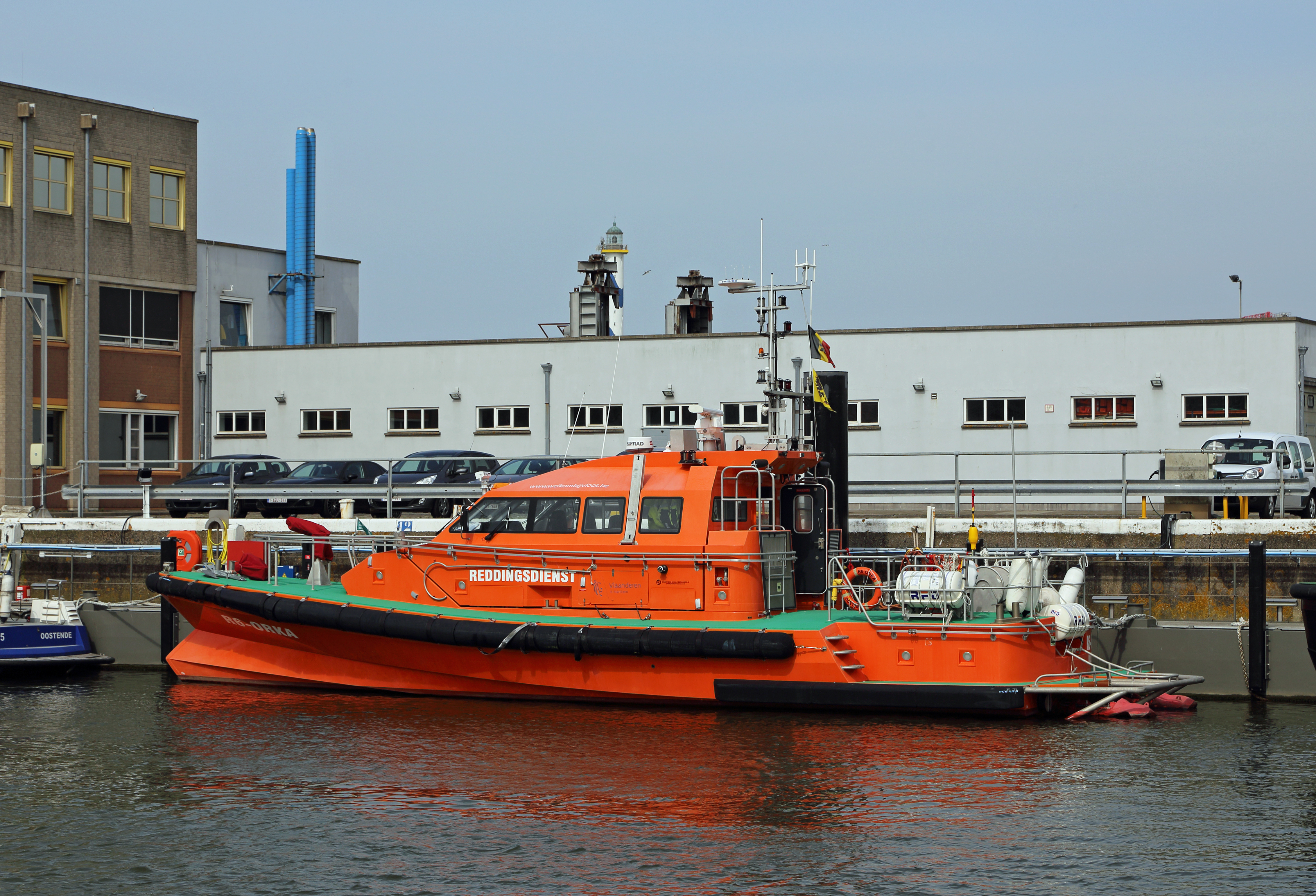
Neues Rettungsboot von 2014

Auf See hat Belgien eine schwimmende SWATH-Lotsen-Station im Einsatz. Die dort untergebrachten Lotsen werden mit drei kleineren SWATH-Lotsen-Tendern zu den anfordernden Schiffen gebracht. Im Nahbereich der Häfen Ostende, Nieuwpoort, Antwerpen, Gent und Vlissingen werden kleinere Lotsenboote eingesetzt.

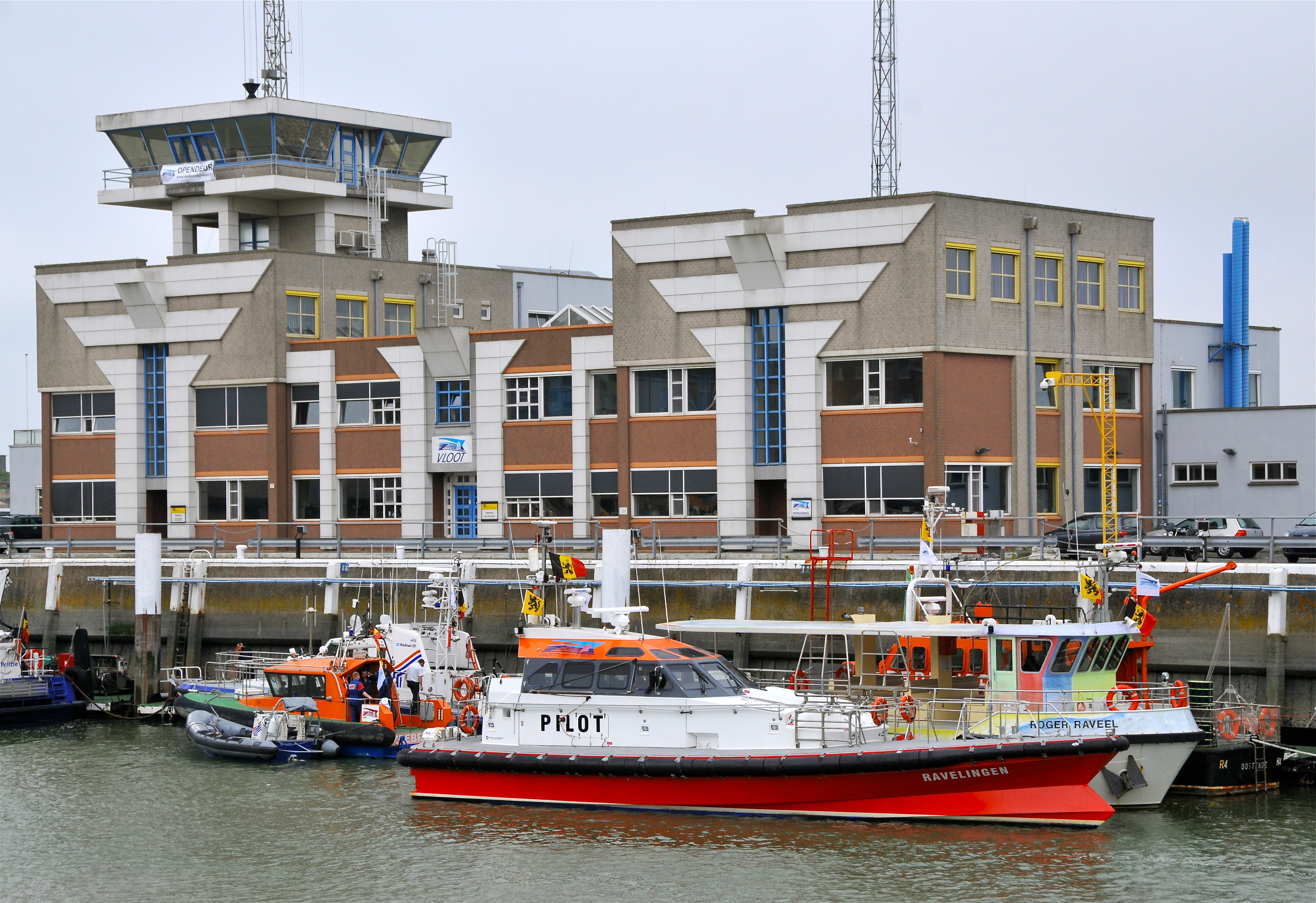
Hafen-Lotsenboot
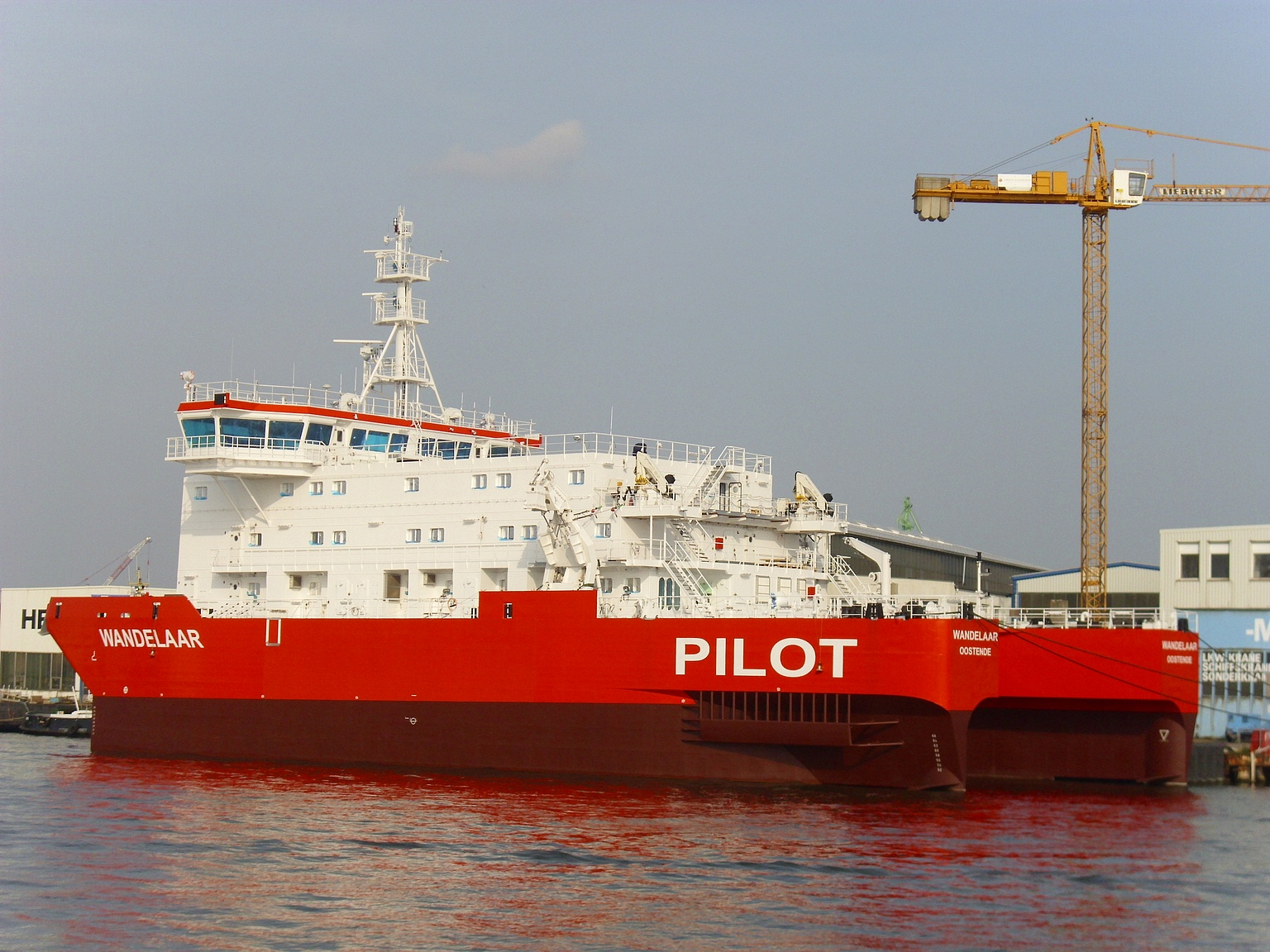
Schwimmende Lotsenstation
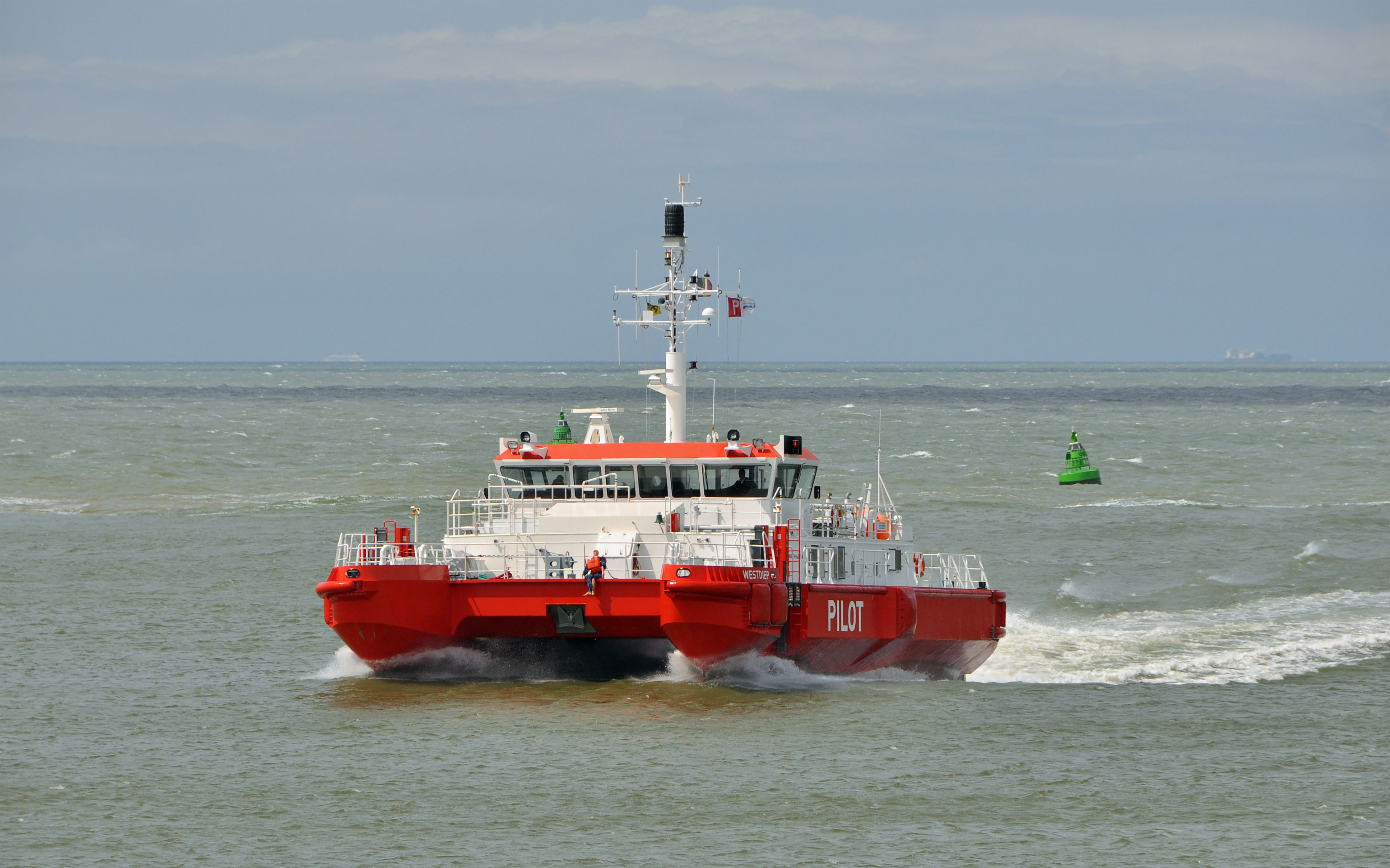
Lotsen-Tender

## Internationale Zusammenarbeit
Traditionell und wegen der gemeinsamen Nutzung der Schelde-Mündung erfolgt eine enge Zusammenarbeit mit der Niederländischen Küstenwache, die in Den Helder ein Küstenwachtzentrum betreibt. Gemäß dem SAR-Übereinkommen von 1979 sind alle Staaten angehalten, im Notfall zusammenzuarbeiten. Daher hält das MRCC Ostende engen Kontakt zu den benachbarten Zentren in:
- Niederlande: JRCC Den Helder
- Frankreich: MRCC Gris-Nez
- Vereinigtes Königreich: MRCC Dover

Daneben ist die Belgische Küstenwache Mitglied bei den internationalen Küstenschutzforen:
- European Coast Guard Functions Forum (ECGFF)
- North Atlantic Coast Guard Forum (NACGF)